# Location (Noizy e Sfera Ebbasta)
Location è un singolo del rapper albanese Noizy e del rapper italiano Sfera Ebbasta, pubblicato il 21 aprile 2023.

## Descrizione
Il brano contiene un campionamento del singolo U Remind Me di Usher.

## Video musicale
Il video è stato reso disponibile il 28 giugno 2024 sul canale YouTube di Noizy.

## Tracce
Testi di Rigels Rajku e Gionata Boschetti, musiche di DJ A-Boom.
1. Location – 2:55

## Classifiche
| Classifica (2023) | Posizione massima |
| ----------------- | ----------------- |
| Italia            | 13                |
| Svizzera          | 67                |